# HMS Vega (L41)
«Вега» (англ. HMS Vega (L41) — військовий корабель, ескадрений міноносець «Адміралті» типу «V» Королівського військово-морського флоту Великої Британії за часів Першої та Другої світових війн.
«Вега» був закладений 11 грудня 1916 року на верфі компанії William Doxford & Sons Ltd у Сандерленді. 1 вересня 1917 року він був спущений на воду, а 14 грудня 1917 року увійшов до складу Королівських ВМС Великої Британії.

## Історія служби
На момент початку Другої світової війни у вересні 1939 року «Вега» перебував на модернізації, але в жовтні 1939 року він вже пройшов приймальні випробування після проведених удосконалень та оновлень і був визначений до складу сил, що забезпечували супровід конвоїв у Північному морі. У листопаді 1939 року есмінець прибув до ескортних сил на ВМБ Росайт у Шотландії і в грудні 1939 року розпочав службу з ескорту конвоїв.
У травні 1940 року «Вега» тимчасово перевели від виконання звичайних обов'язків щодо ескорту суден у протоці Ла-Манші, через нагальну потребу у транспортних засобах в евакуації союзних військ з Бельгії та Франції та запобігання використання французьких портів німецькими військами. «Вега» допомагав в евакуації військ з Остенде та Зебрюгге, Бельгія. 26 травня 1940 року вона була флагманом при проведенні операції «Лістер», затоплення двох кораблів у Зебрюгге. Наступного дня разом з польським есмінцем «Блискавиця» проводив нічну розвідку гавані в Дюнкерку, щоб визначити, чи можна звідсіля проводити евакуацію військ союзників; хоча два німецькі літаки атакували кораблі і в гавані було багато уламків, за результатами розвідки гавань визнали судноплавною, і Королівський флот вирішив відправити туди кораблі для вивезення звідки військ. 10 червня 1940 року «Вега» супроводжував кораблі до Дьєппа, і, після того як вони затонули, щоб заблокувати там гавань, підтримував евакуацію союзників з Гавра. 17 червня 1940 року «Вега» забезпечував евакуацію особового складу союзників із Сен-Назера та інших французьких портів у Біскайській затоці.
У липні 1940 року «Вега» повернувся до конвойної служби в Північному морі. Це завершилося 11 листопада 1940 року, коли він підірвався на морській міні біля Санк-Хед, Гарідж, і зазнав серйозних пошкоджень.